# Newton (groupe)
Pour les articles homonymes, voir Newton.
Newton est un groupe d'Eurodance, trance et makina espagnol, composé de J.J. Verdu et José Vicente Molla. Le groupe est principalement connu pour leur musique Streamline diffusée dans les années 1990, époque durant laquelle le phénomène « makina » s'est popularisée dans les boîtes de nuit et discothèques espagnoles, puis atteignant les classements musicaux. Cette composition est également incluse dans une publicité de 2006 pour la boisson Pepsi originellement diffusée sur la chaîne de télévision FOX avec les acteurs Jimmy Fallon et Parker Posey. Le groupe a également produit sous d'autres noms tels que Carlton, Crazy Heaven, Edison ou Omega.

## Discographie
- 1994 : Streamline
- 1996 : Wanna Dance All Day
- 1997 : Strecht